# صناعة تقليدية تونسية

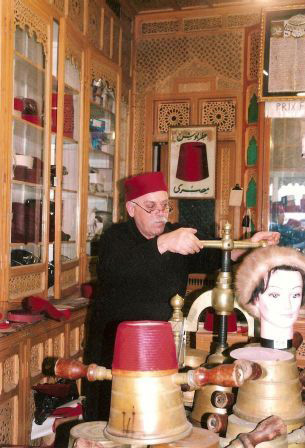
ورشة لصناعة الشاشية المجيدي بمدينة تونس العتيقة.

الصناعات التقليدية التونسية قطاع اقتصادي تونسي يشغل 11% من اليد العاملة التونسية، ينضمه الديوان الوطني للصناعات التقليدية.

## الشاشية

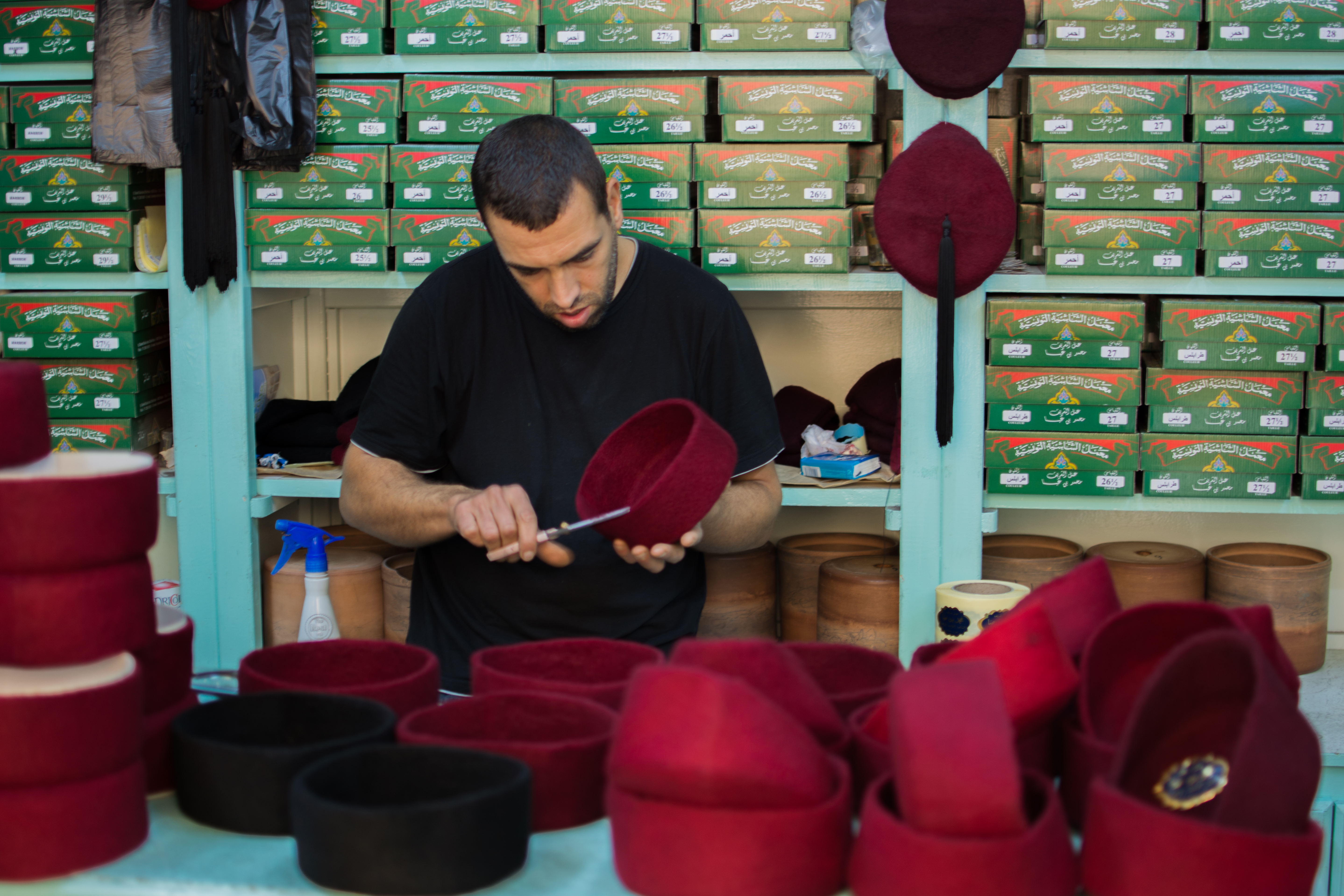
سوق الشواشين

الشاشية هي قبعة رجالية تلبسها العديد من الشعوب الإسلامية. تدخل الشاشية ضمن اللباس التقليدي التونسي.
هي في الأصل نوع من القلنسوة حمراء في تونس وسوداء في ليبيا.

يتمركز حرفيّو الشاشية بسوق الشواشين بتونس، أشهرهم الأمين محمد العباسي، الذي أسّس سنة 1945 شركته الخاصة لصناعة الشاشية «مؤسسة محمد العباسى» وهي من أقدم محلات صناعة الشاشية كائنة قرب جامع حمودة باشا بالمدينة العتيقة لتونس العاصمة.

تلقى محمد العباسي هذه المهنة الأندلسية الأصل من والده العربي العباسي المعلم في صناعة الشاشية وانتخب أمينا لمجلس الحرفة سنة 1990. 
تولت عائدة العباسى منذ سنة 2000 إدارة المؤسسة.

تشغل المؤسسة بصفة مباشرة أو غير مباشرة مئات من الحرفيين في ولايات تونس واريانة وبنزرت، وتصدر 70 % من إنتاجها المصنوع من الصوف الخالص وذي الجودة العالية إلى بلدان إفريقيا وليبيا، أما باقي الإنتاج فهو موجه إلى السوق المحلية.

## الزربية والمنسوجات

### الزربية

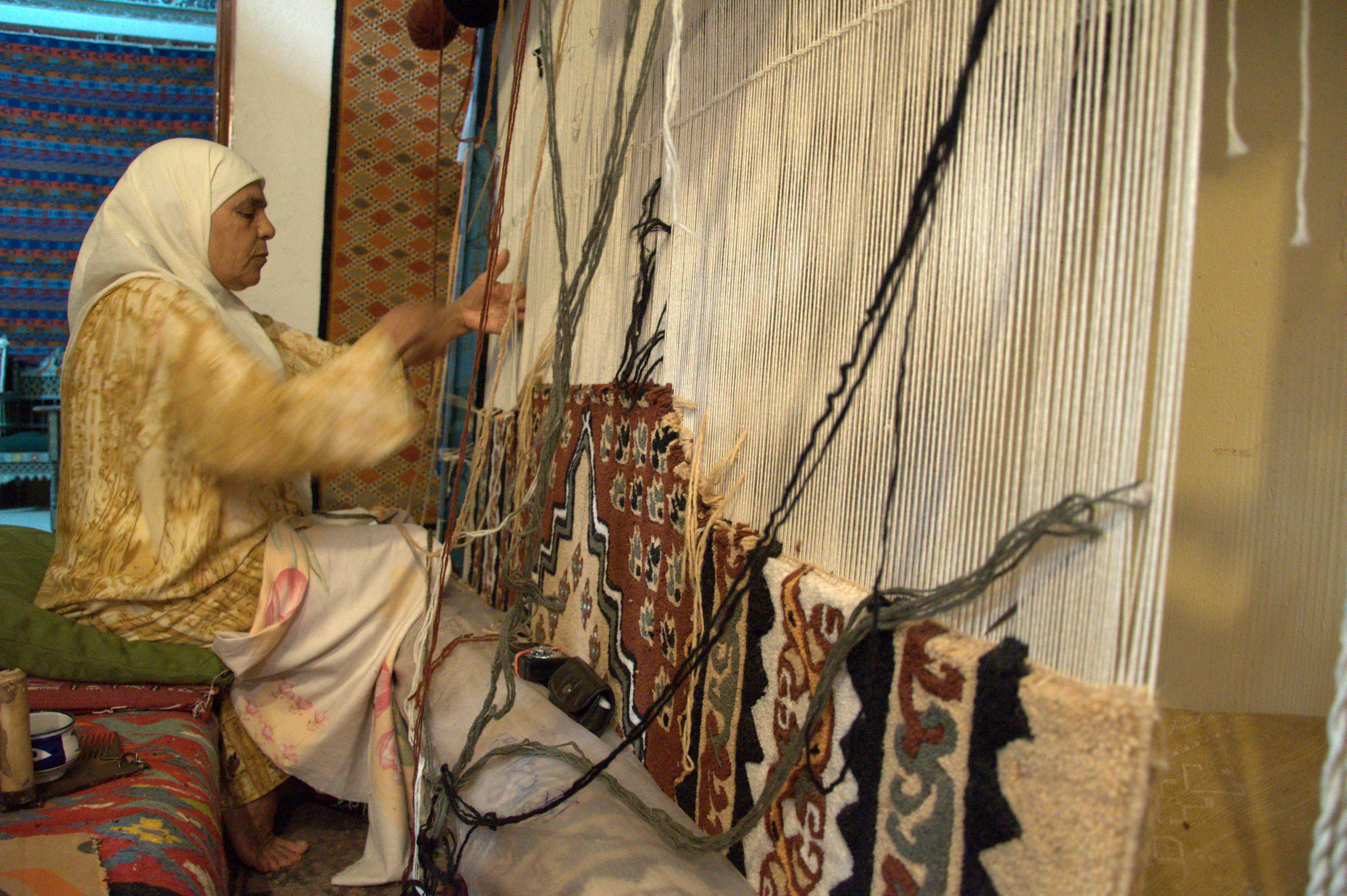
زربية القيروانية في طور النسيج

تنسج الزربية من الصوف، وتستعمل كبساط أرضي أو كزينة حائطية، تعود صناعة الزربية إلى عصور قديمة خلت، أثرت فيها مختلف حضارات البلاد تأثيرا مباشرا على مستوى الأشكال والزركشة والزينة، تتنتج الزربية في العديد من المدن التونسية وأبرزها مدينة القيروان. تميزت كل منطقة من البلاد بنوع معين من التصاميم واستعمال الألوان وظهرت بذلك عدة أنواع من الزربية، كالزربية القيروانية مثلا والتي تعد أبرزها والزربية القفصية والزربية الجربية وغيرها من الأنواع فهي وإن توحدت في المواد المستعملة إلا أنها اختلفت من حيث الأشكال والألوان المستعملة، فالزربية القيروانية تتميز في مظهرها بحاشية تتكون من أشرطة متوازية حيث تنتشر زخارف زهرية أو هندسية تتوسط هذه الحاشية مساحة مستطيلة ذات ركنيات ويتوسط هذا كله محراب معين الشكل.

### البطانية
البطانية هي عبارة عن نسيج سميك من صوف أو خامة سميكة أخرى تستخدم للتدفئة والوقاية من البرد، وتنتشر صناعة البطانية في منطقة الوسط الغربي.

### البرنوس
البرنوس أو البرنس هو لباس رجالي وهو عبارة عن معطف طويل من الصوف يضم غطاء رأس مذبب وليس به أكمام.

### الكليم
الكليم هو منسوج صوفي على شكل أشرطة ملونة بسيطة متوازية ويستعمل كمعلقة حائطية أو بساط أرضي.

### المرقوم
منسوج صوفي يستعمل بساطا أرضيا ويتميز عن الكليم بنماذجه المنسوجة أو «الرقمة» التي تزينه ذو طابع أمازيغي، يعد كليم أولاد أحمد من أشهرها.

اشتهرت مدينة وذرف في قابس بصناعة المرقوم.

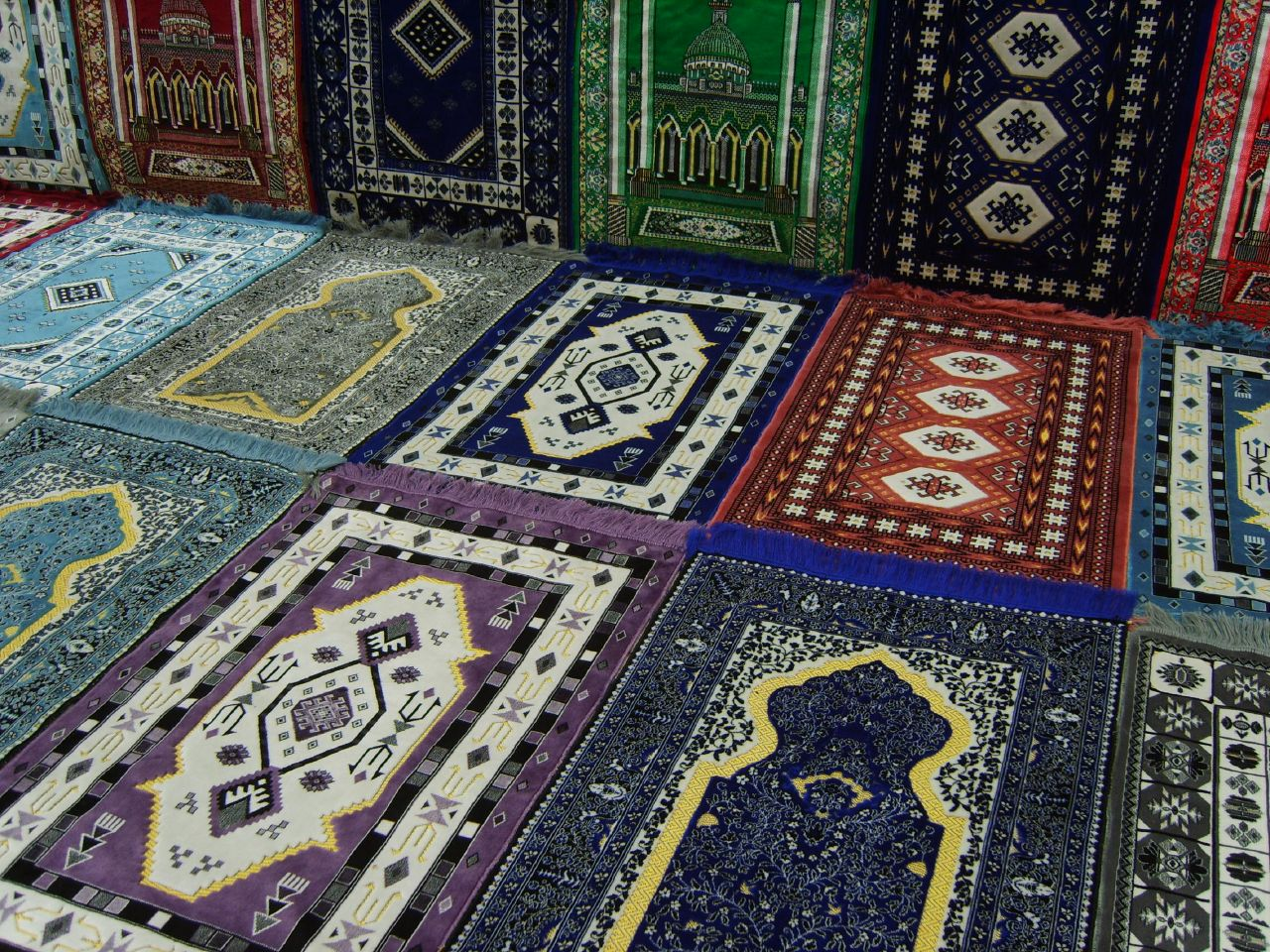
زربية القيروان
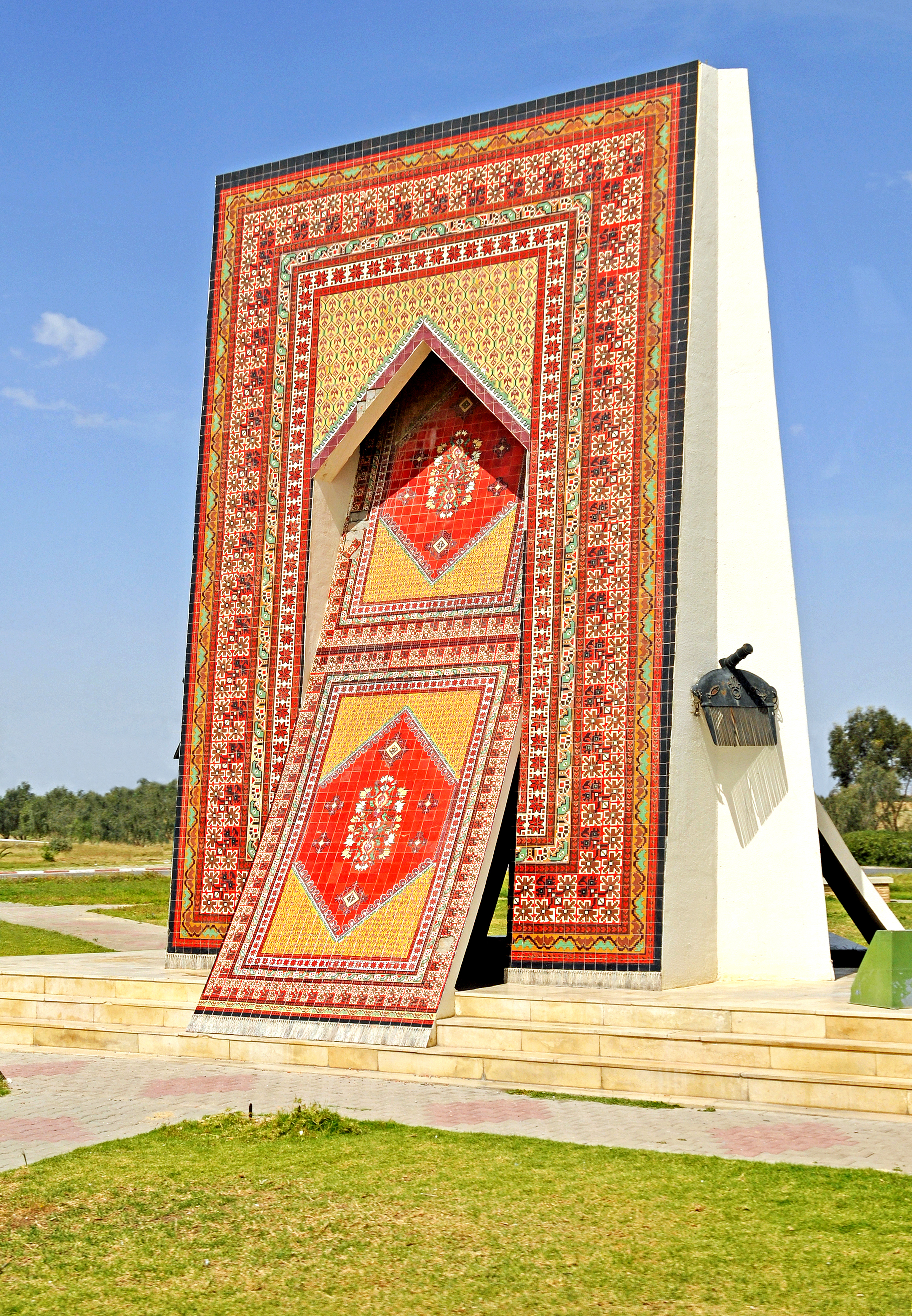
معلم يجسد زربية في مدينة القيروان
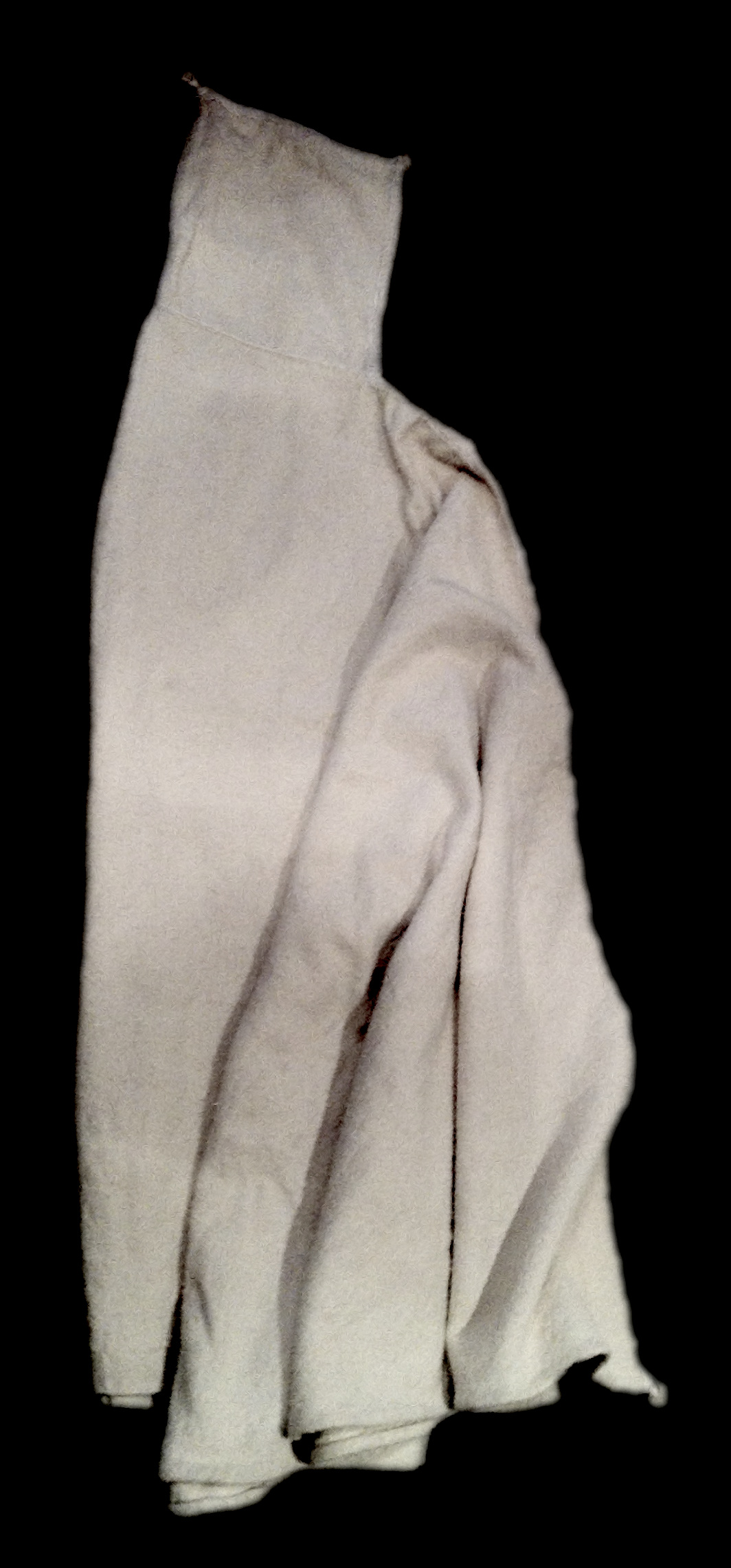
برنوس تونسي أبيض
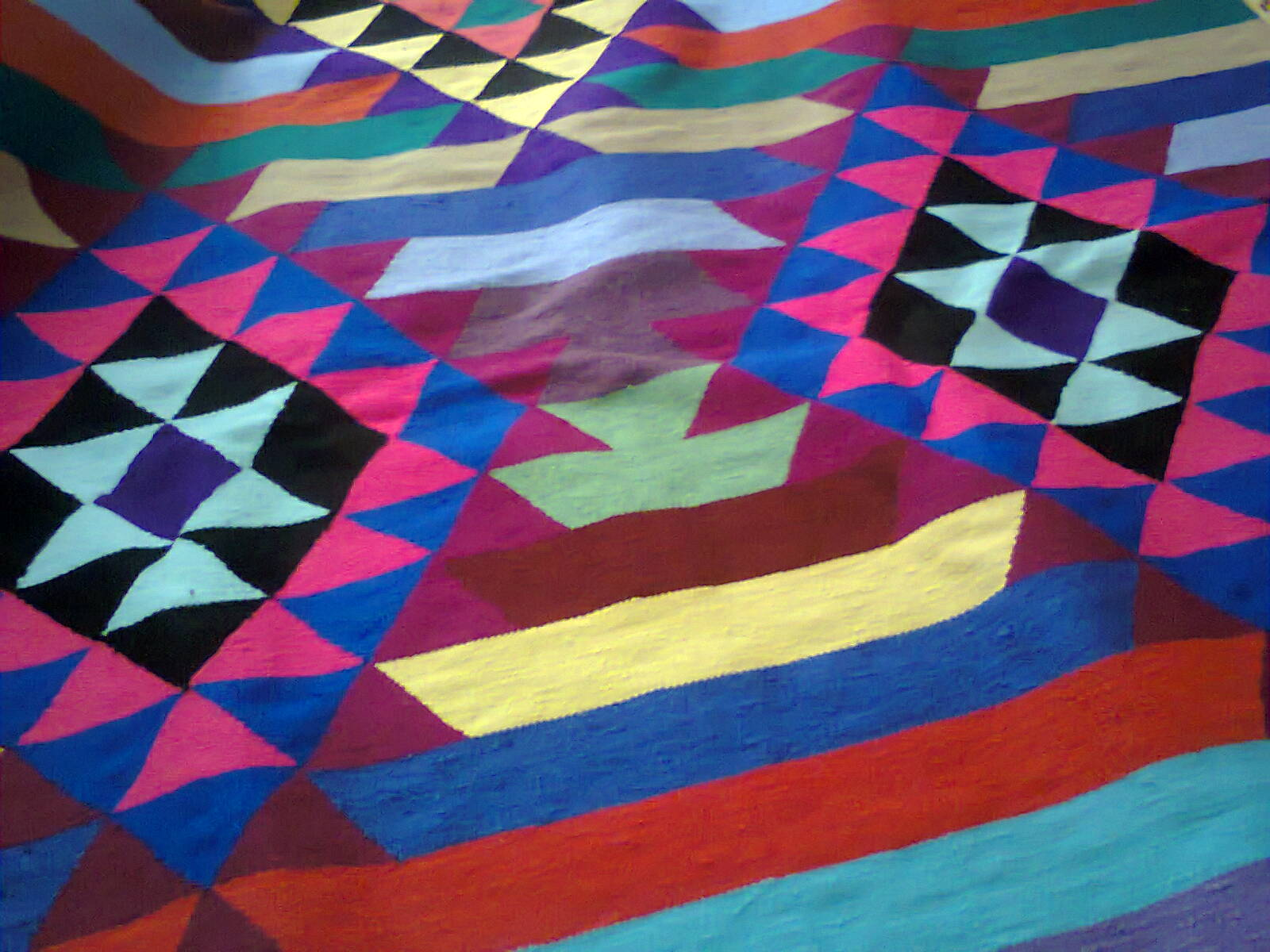
كليم مدينة المهدية
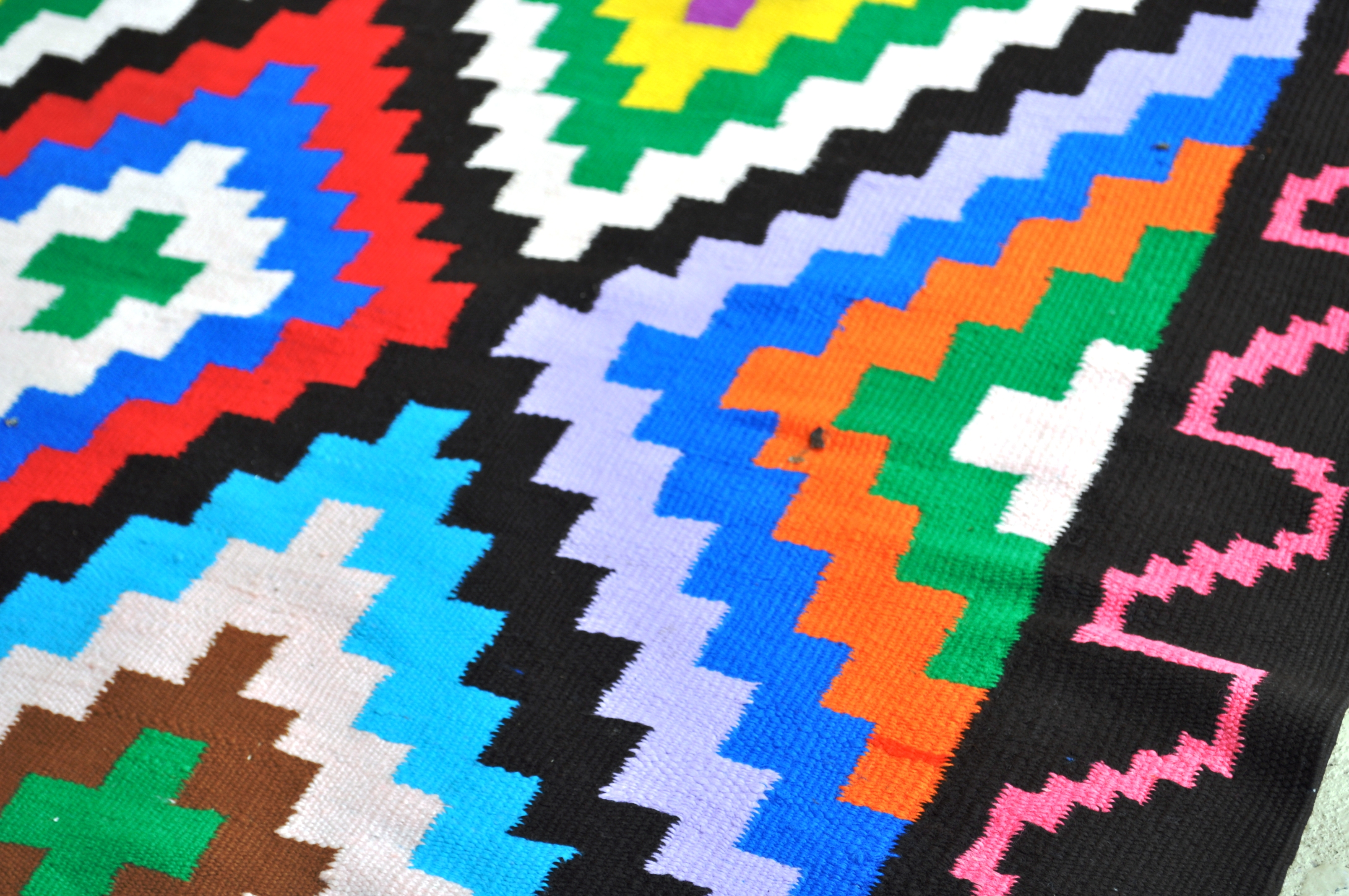
المرقوم

## صناعة الخزف والفخار

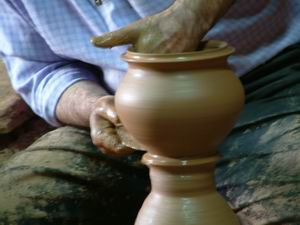
صناعة الفخار بالدولاب

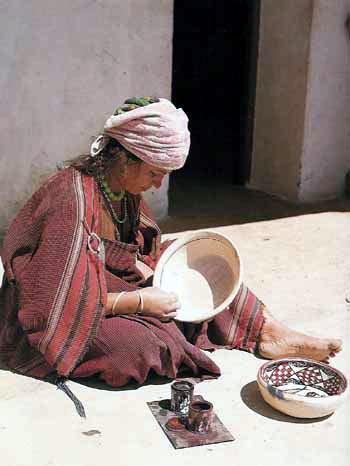
امرأة تصنع الفخار في جربة

توجد طريقتان لصناعة الفخار في تونس: الأولى هي الفخار بالدولاب وهو من اختصاص الرجال، والثانية الفخار المطوع الذي تنجزه النساء

### صناعة الفخار بالدولاب
اشتهرت مدن قلالة في جزيرة جربة ونابل والمكنين بهذا النوع من الصناعة إلا أنهم اختلفوا في نوعية مادة الفخار المستعملة إذ اقترن الفخار المسمى الشواط بقلالة والمكنين بينما الفخار المطلي بالأصفر أو بالأخضر الداكن اقترن بمدينة نابل.

تحتاج هذه الصناعة إلى تنّور يتم فيه طهي الفخار في دراجات عالية وعلى مراحل متعددة. يعود الفضل في ظهور هذا النوع من الصناعة وانتشارها إلى مدينة قلالة بجزيرة جربة.

### صناعة الفخار المطوع
هي صناعة اختصت بها النساء في الأوساط الريفية، يعود تاريخها إلى العصر البونقي والنوميدي تشمل صناعة الأواني المخصصة للطبخ والأكل، وفي بعض المناطق مثل سجنان في ولاية بنزرت تعرف النساء بصناعة الدمى تكون في بعض الأحيان وثنية الشكل يعود ظهورها إلى آلاف السنين.

### التاريخ
كان للامتداد التاريخي الأثر الكبير على طرق الزخرفة والزينة المستعملة فمثلا جاء استعمال أنواع دخان الخزف وأصناف الأكسيد المعدني من بغداد في العهد الأغلبي (القرن الرابع هجري) فظهر بذلك في تونس نمط الخزف الأغلبي، كما أن العهدين الفاطمي والزيري تميزا بفن تصويري اعتنى بإبراز الوجوه البشرية والحيوانية، وقد انتشر هذا الفن في بلدان المغرب العربي وكذلك الأندلس وصقلية، كما تأثر الخزف التونسي في بداية القرن السابع عشر بعمق بالخزف التركي.

حديثا ازدهرت صناعة الخزف نظرا لتطور هذا القطاع بالبلاد لما يشهده من اهتمام متزايد من قبل الفنانين التشكيليين التونسيين من خلال أنشطتهم الفنية حيث يعتبرونه فنا متكاملا ومستقلا بذاته أكثر من كونه مجرد تقنيات حرفية.

## صناعة الحلي والفضيات

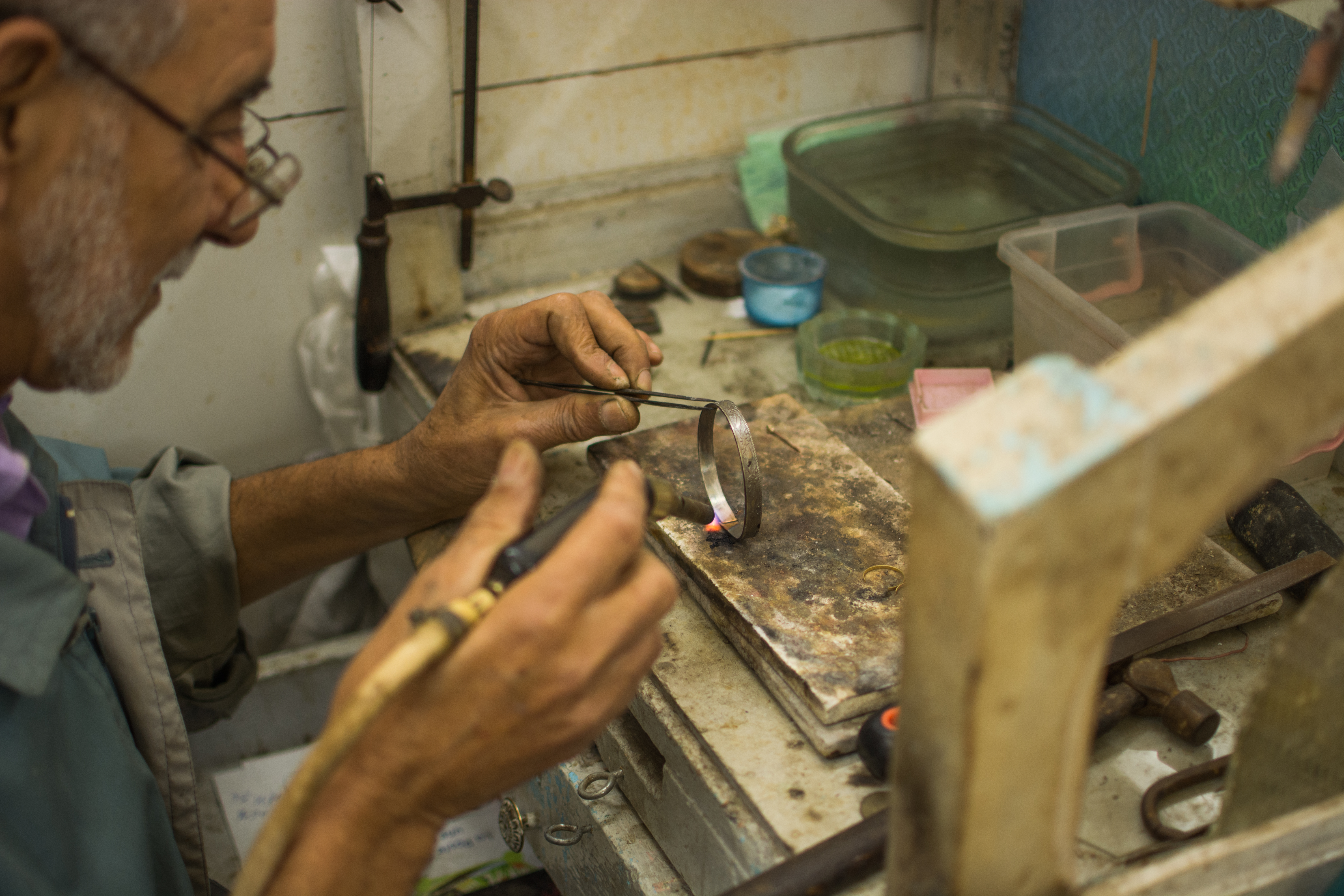
سوق البركة

أثرت الحضارات التي تتالت على البلاد التونسية على صناعة الذهب والفضة من حيث النقوش المستعملة على الحلي حيث أن آثار العهد البونيقي والأندلسي أو التركي العثماني تبدو ظاهرة عليها من خلال الأشكال المستعملة. إن استعمال الذهب وخاصة الفضة تعدى وظيفة إظهار زينة المرأة وجمالها ليشمل بعض مواد الاستعمالات اليومية كالأواني والتحف وغيرها من الأشياء بل كذلك العديد من الأنسجة سواء كانت معدة للباس أو للزينة (لباس العروس وخاصة في المناطق الساحلية للبلاد)

وتعتبر سوق البركة التي أقيمت في العهد العثماني من قبل يوسف داي سنة 1612 في المدينة العتيقة بتونس من أهم الأسواق المتخصصة في هذه التجار، إذ لا تزال إلى اليوم مركز مهم لصناعة وبيع الحلي.

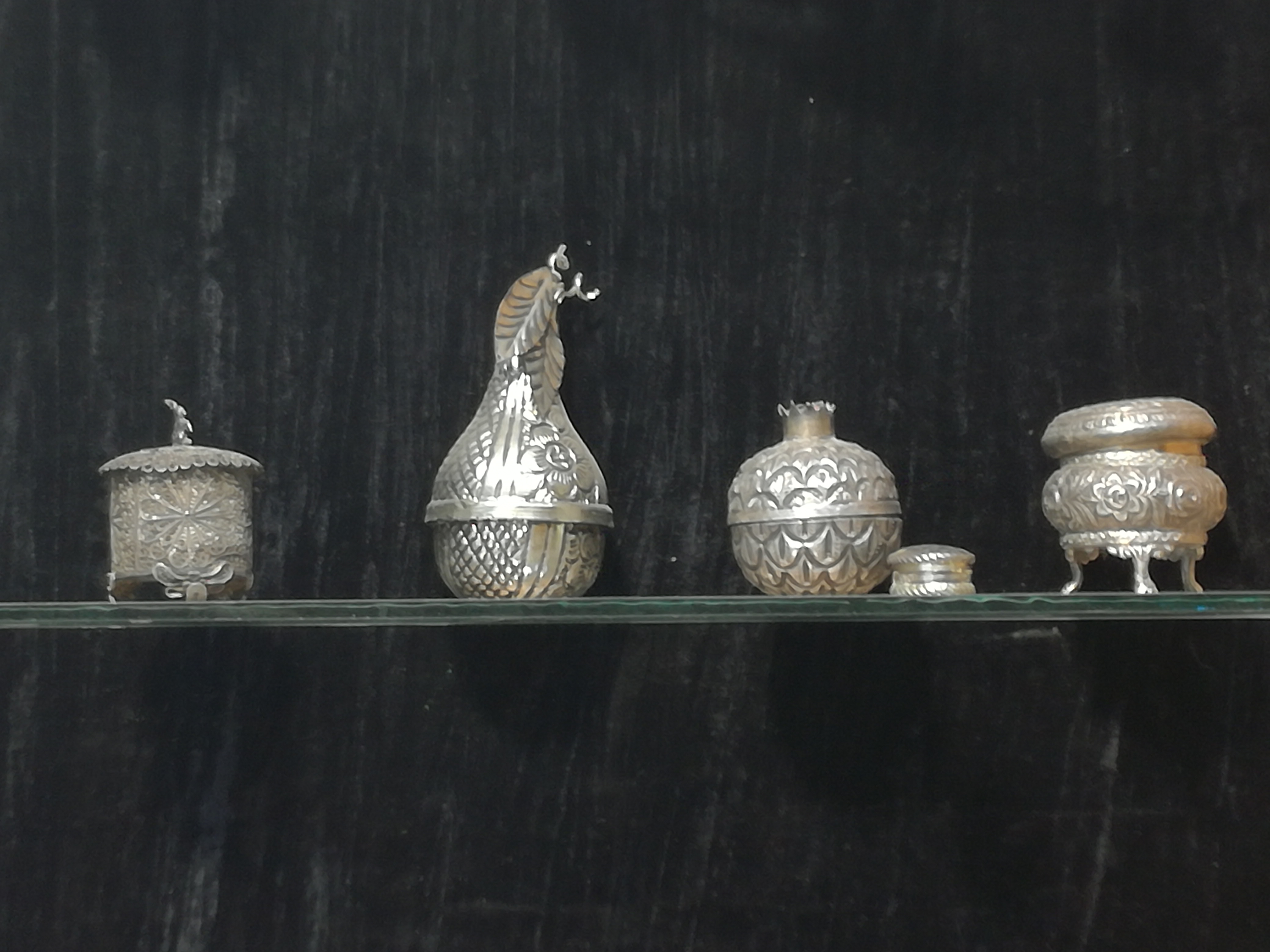
مجموعة من التحف الفضية على شكل غلال
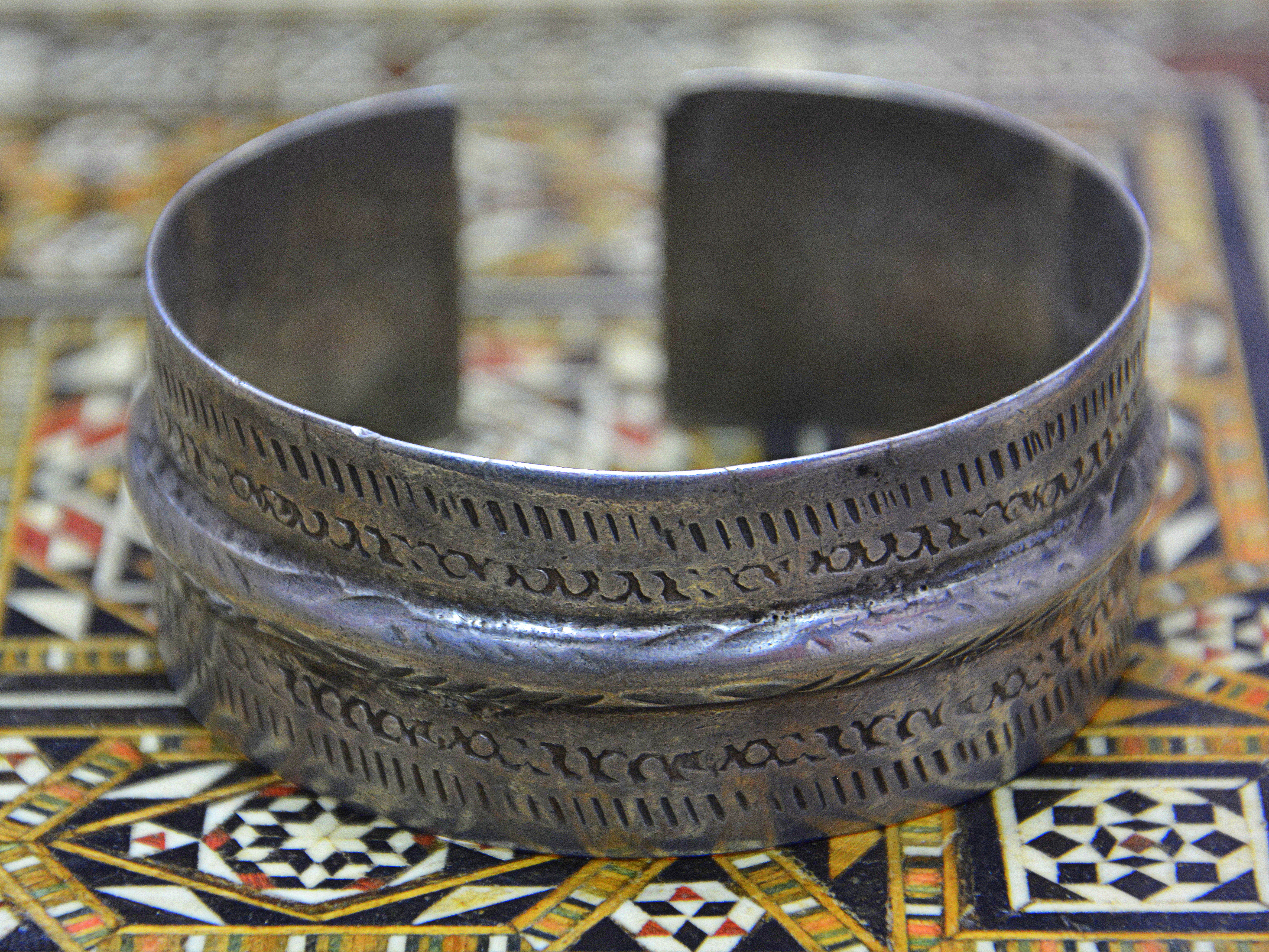
سوار بربري الأصل يدعى "مقياس"
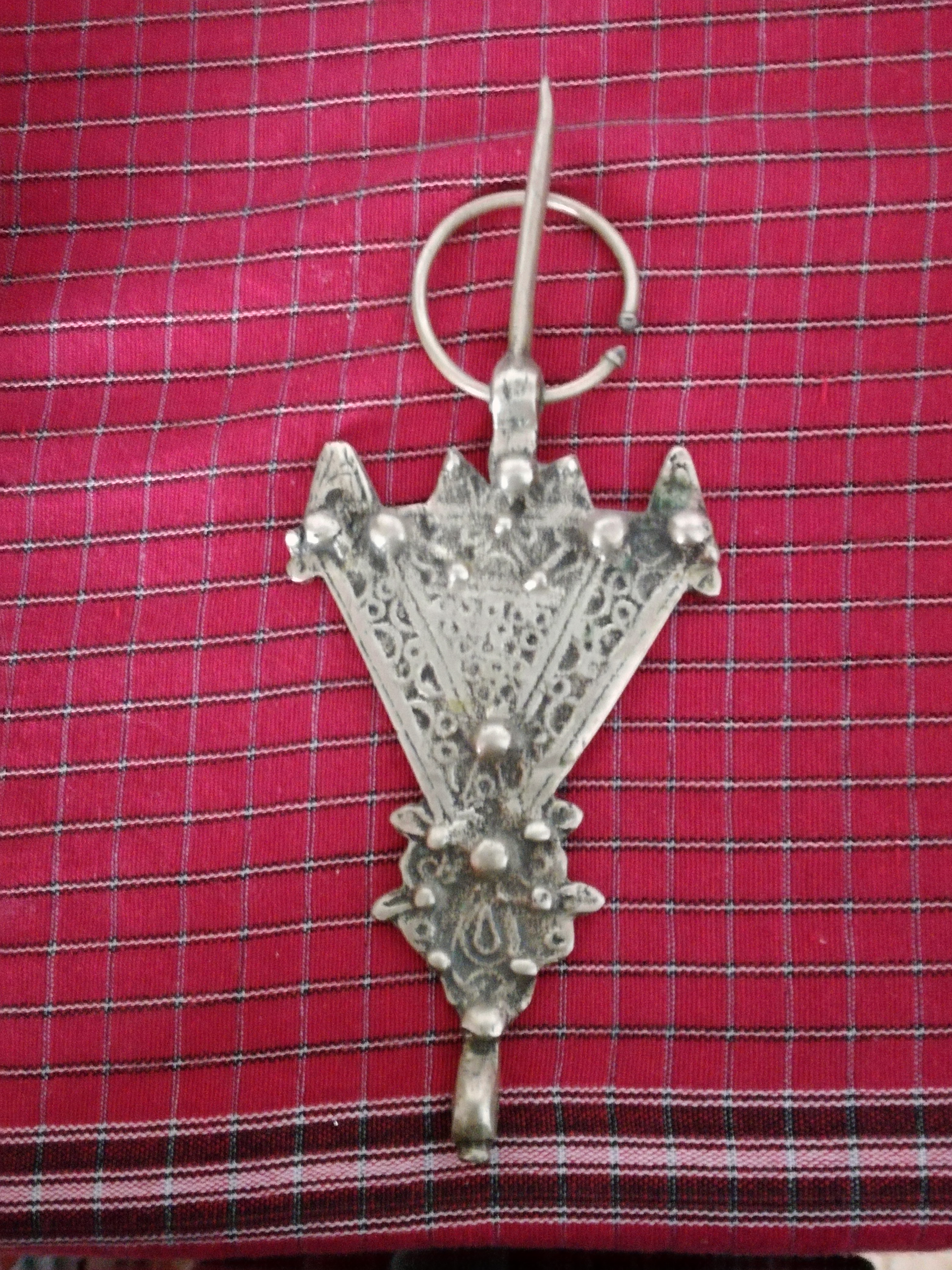
دبوس مزخرف من الفضة يدعى "خلّة" من مدينة الكاف
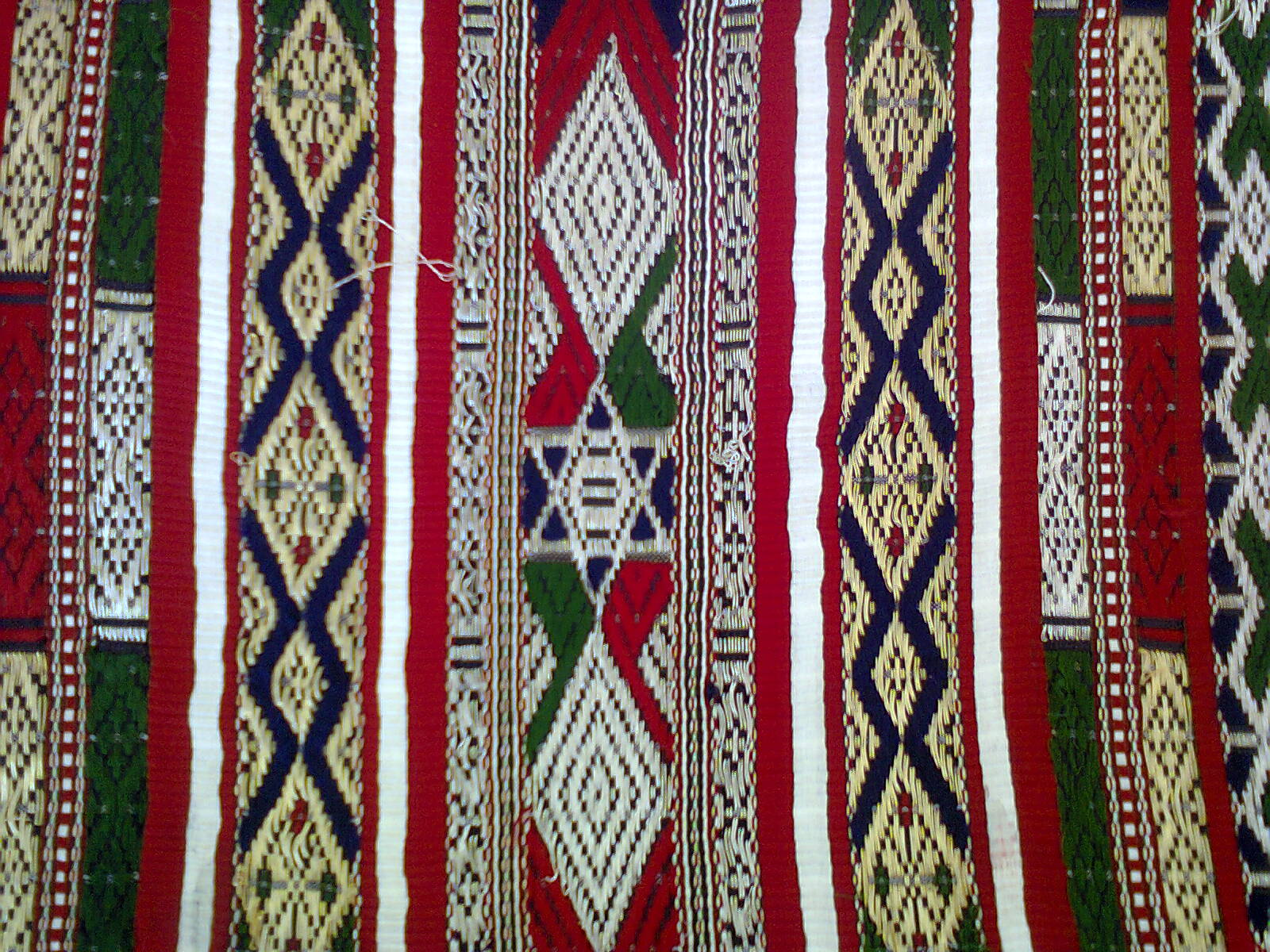
قماش منسوج من خيوط الفضة من مدينة المهدية
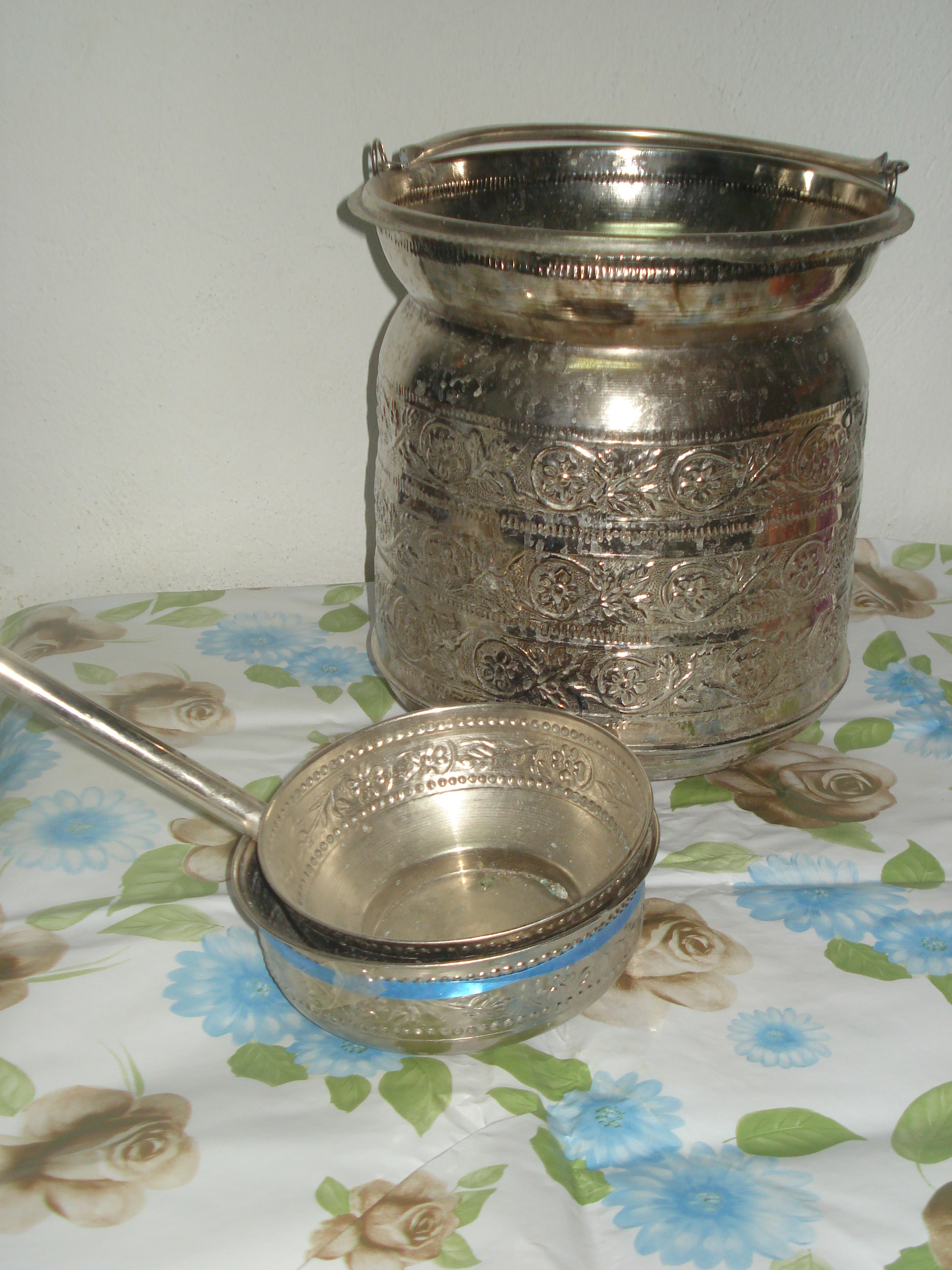
أواني من الفضة

## صناعة المعادن

### الحديد المطروق
يعود أصل هذه الحرفة إلى الأندلسين الذين قدمو إلى مدينة تونس بداية من النصف الأول من القرن السابع الهجري (الثالث عشر الميلادي)، أدخل الأندلسيون فن استعمال الأشكال الأنيقة المتكونة من منحنيات وأشكال حلزونية (زلابية) وتزويق الأبواب الخشبية بالمسامير الحديدية التي أصبحت من مميزات الحديد المطروق في تونس وتعد منازل مدينة سيدي بوسعيد بأبوابها وشبابيكها خير نموجذ لهذا الفن.

### النحاس
عرفت صناعة النحاس عصرها الذهبي في تونس في القرن الثامن عشر ميلادي خاصة في مدينة تونس العتيقة ومدينة القيروان ويعد سوق النحاسين داخل السوق العتيقة لمدينة تونس خير دليل على عناية المجتمع العربي والتونسي بهذه الصناعة منذ أحقاب طويلة من الزمن. وتعتبر المنتجات النحاسية إلى حين من الزمن القريب إحدى المكونات الأساسية لجهاز العروس، وقد حاول حرفيو العصر الحديث إنقاذ هذه الصناعة من الاندثار وينتشر اليوم النقش على النحاس في أغلب مناطق البلاد موجها خاصة إلى السواح.

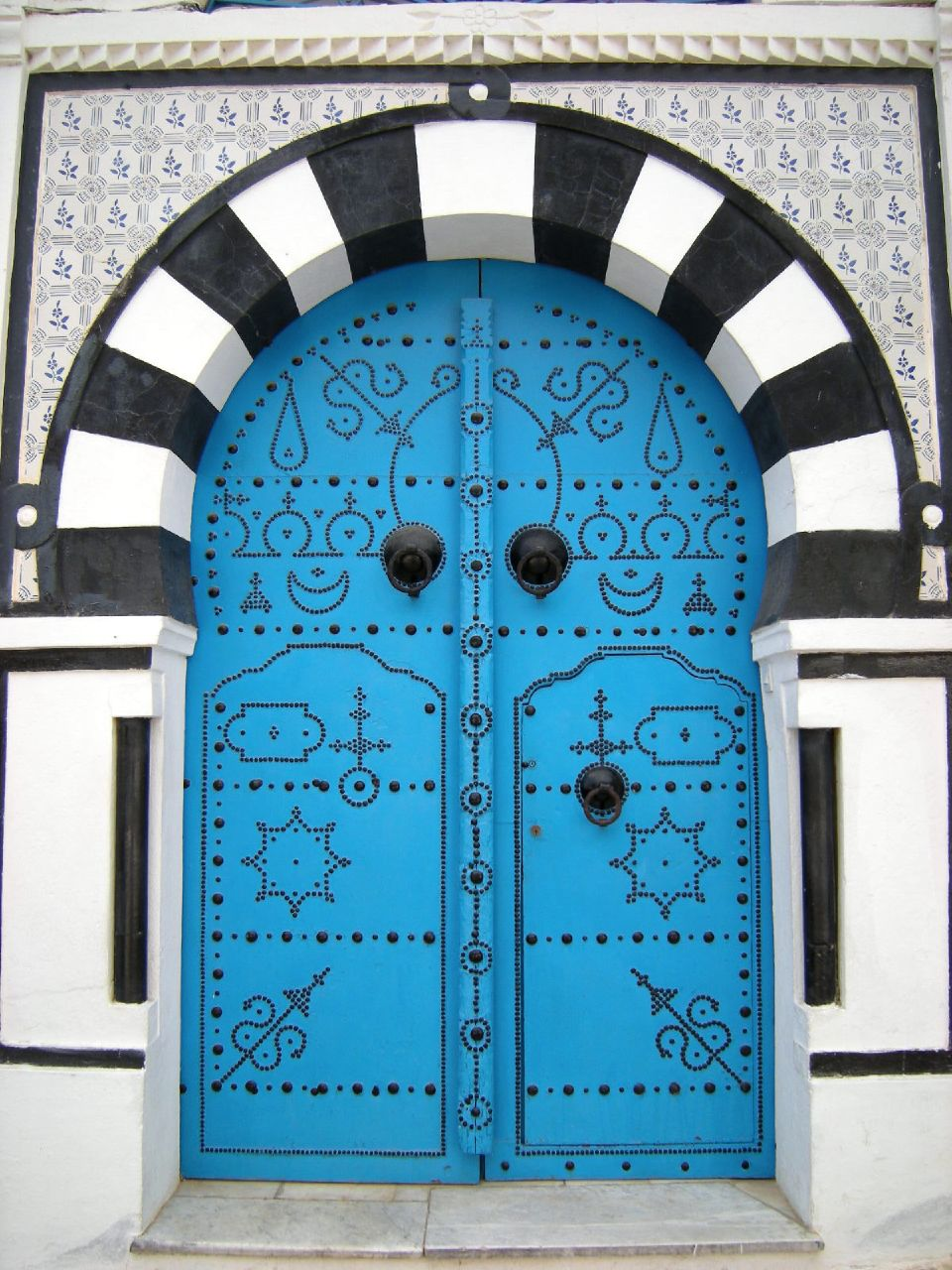
باب مزوق بمسامير الحديد من مدينة سيدي بوسعيد
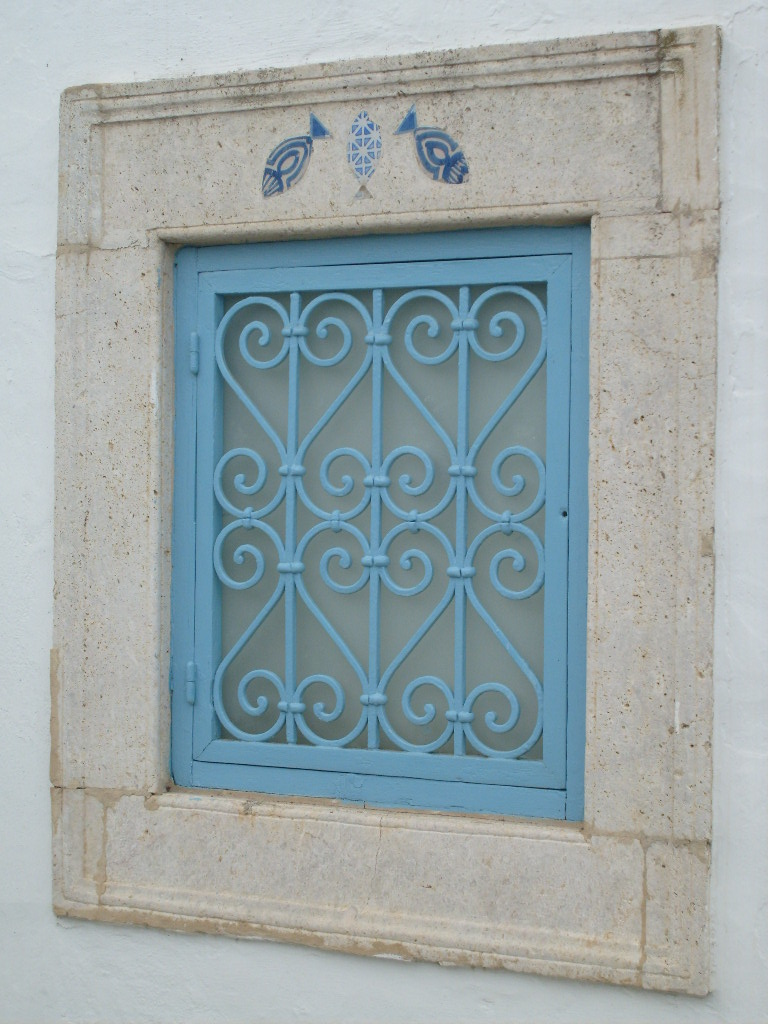
حديد على شكل حلزوني في شباك منزل في مدينة سيدي بوسعيد
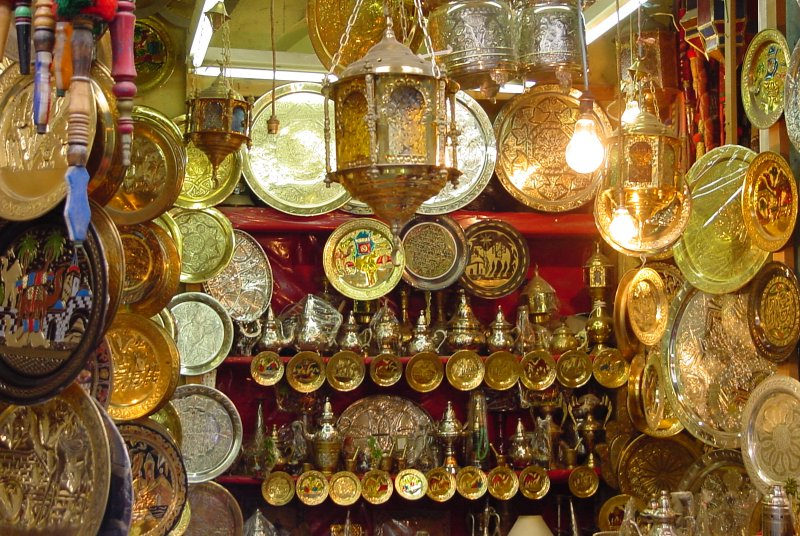
سوق النحاس في مدينة تونس العتيقة
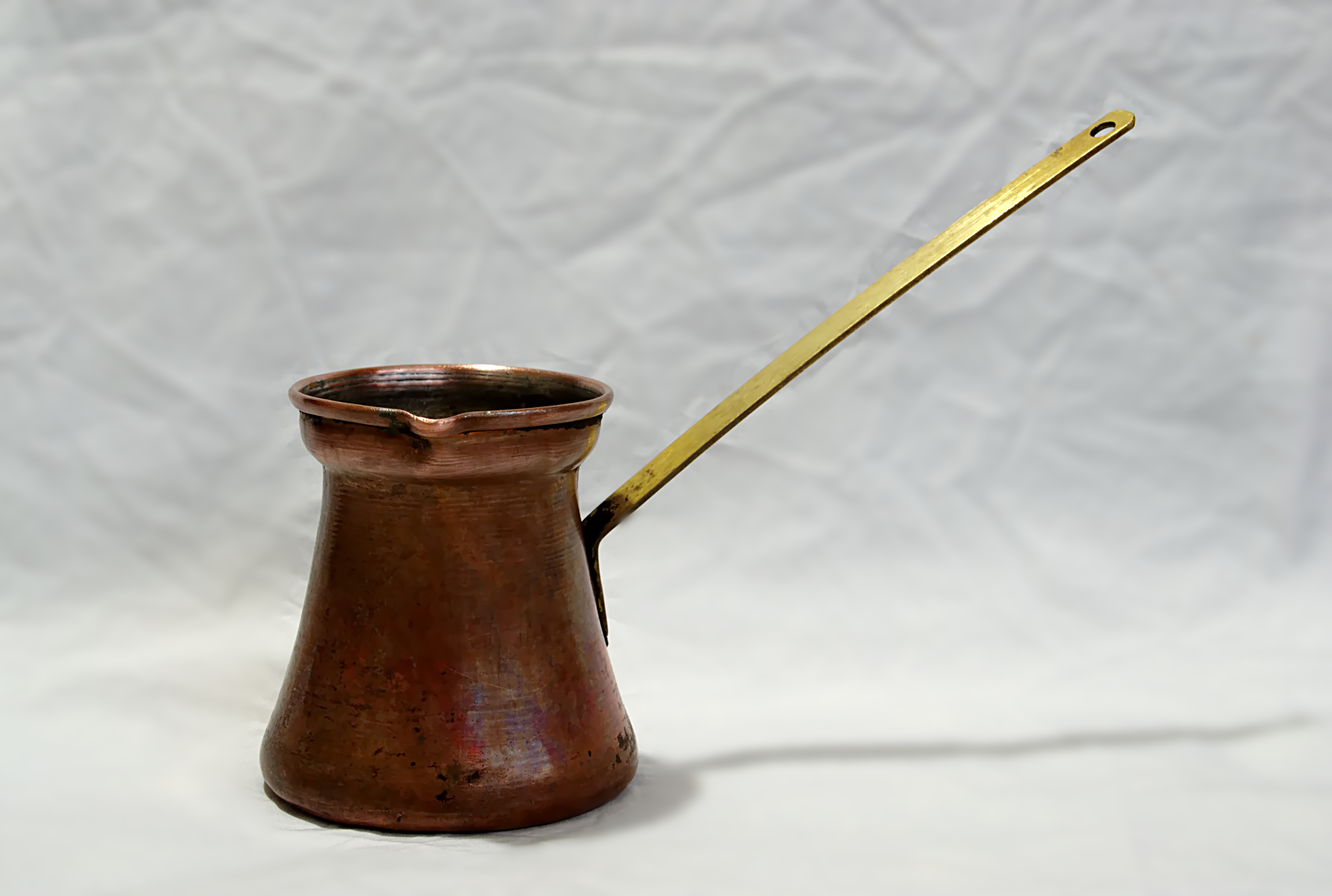
"ززوة" نحاس لإعداد القهوة التركية في تونس

## النقش على الخشب
ازدهر فن النقش على الخشب مع قدوم العرب المسلمين إلى تونس وتطور فن العمارة، ويعد منبر الجامع الأعظم بالقيروان من أروع النماجذ لهذا الفن، يعود تاريخ إنجازه إلى القرن الرابع هجري، يعتبر من القطع الفريدة يحتوي على حوالي 110 قائمة منقوشة ومرصفة حذو بعضها البعض، وهو من أجمل المنابر في تاريخ العالم العربي والإسلامي وأقدمها كذلك.

## صناعة الجلد

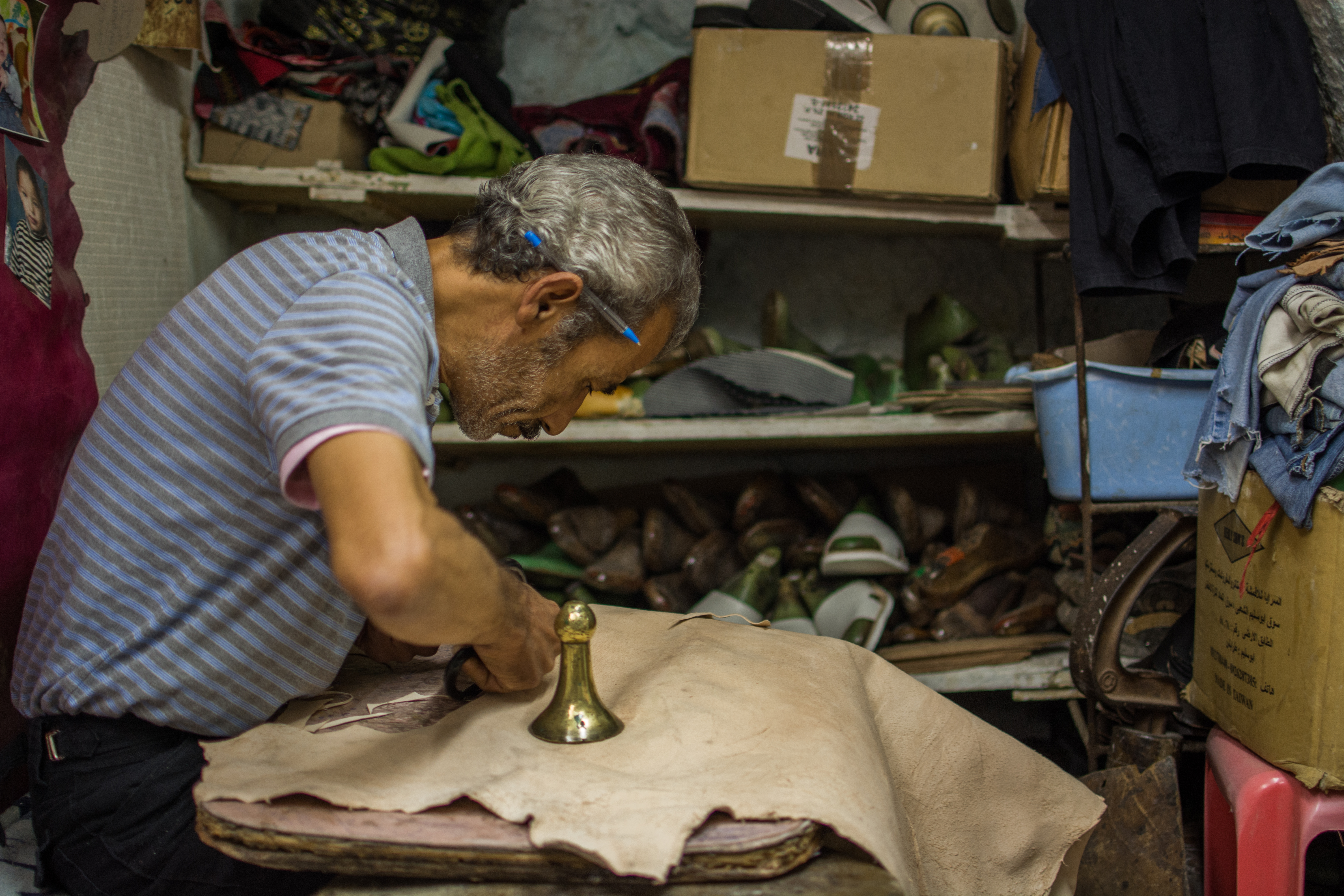
سوق البلاغجية

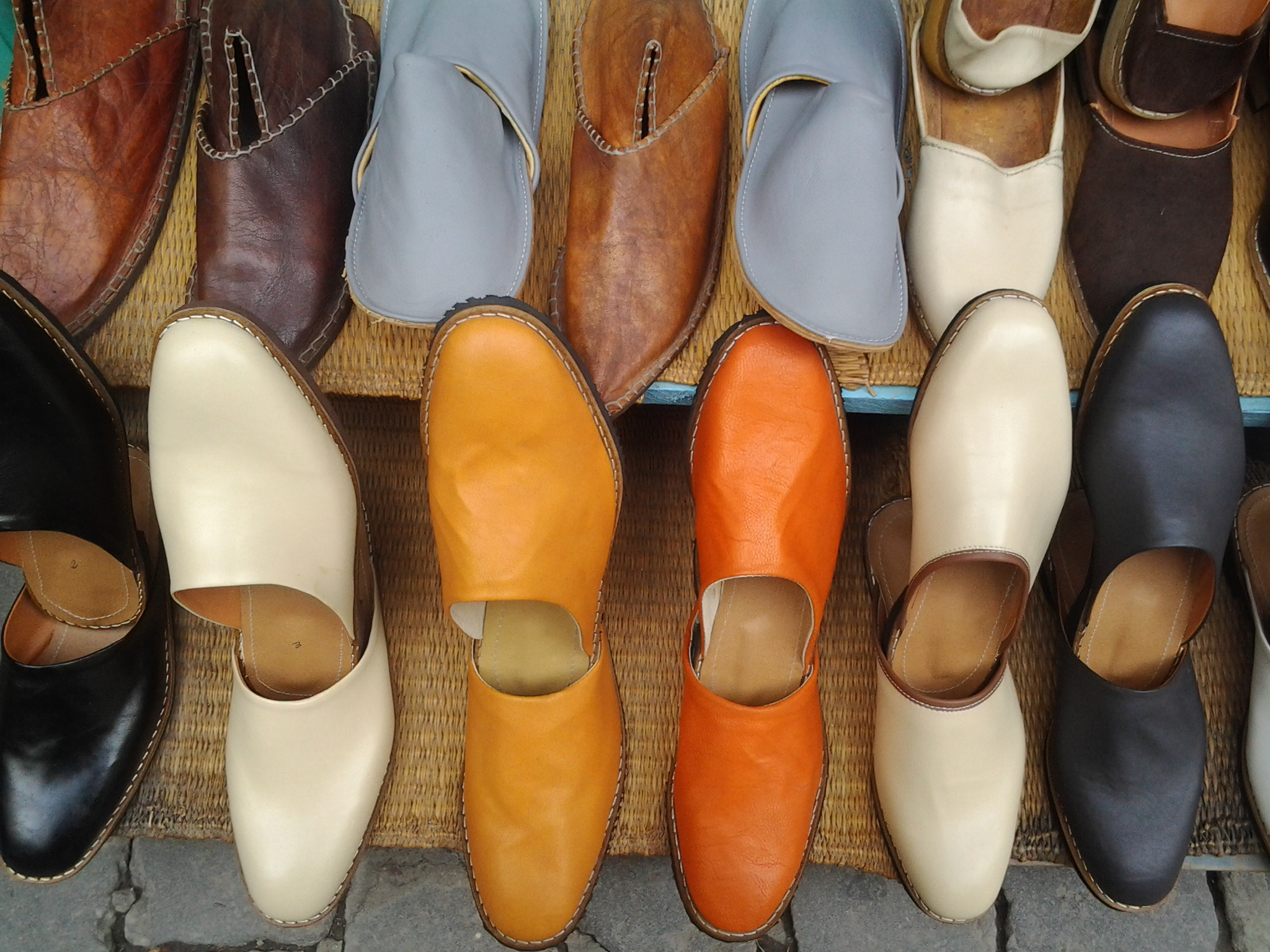
بلغة تونسية

تشتمل حرف الجلد في القديم على فن صناعة السرج والتطريز على الجلد وصناعة الحذاء التقليدي (البلغة) وعدة مواد أخرى ذات الاستعمال اليومي.

كان مهنيّو الجلد أو «السراجين» يشكلون إلى حدود مطلع هذا القرن إحدى أهم التجمعات المهنية في أسواق مدينة تونس حيث يساهمون في تنشيط الدكاكين بسوق السراجين بالعاصمة، أما التجمع المهني الآخر والهام لحرفيو الجلد فكان يمثله صانعوا البلغة المتجمعين في سوق البلاغجية لصناعة البلغة الرجالية.

أما اليوم وبحكم التطور التاريخي سعى العاملون في هذه الحرفة إلى التفنن والإبداع فيها سواء بالإضافة أو بالتحسين مجاراة منهم للتقدم الحاصل في النمط اليومي لحياة المواطن ولرغبة السياح، فظهرت بذلك صناعات حديثة كالحقائب النسائية ذات الألوان الحديثة، والمحافظ وغيرها مثل الادوات المكتبية.

## البلور
تعد صناعة البلور من أقدم الأنشطة في التاريخ الثقافي التونسي وقد ظهر هذا النوع من الصناعة في العصر الفينيقي ثم البونيقي، وتواصل إلى نهاية الخلافة العثمانية حيث تم في منتصف القرن الحالي الاستغناء عن هذه التقنية ليحل محلها الإنتاج المصنع. وقد تميز العصر الإسلامي في ميدان صناعة البلور برشاقة زينة القوالب والنحت وخاصة ثراء الزخارف المذهبة والمطلية في عديد الأعمال.

اعتمدت هذه الصناعة على طريقة الزجاج المنفوخ أي بالنفخ عن طريق الفم في الزجاج المنصهر في درجة حرارية عالية ليتم تشكيل تدريجيا الشكل النهائي للقطعة الزجاجية.
في أيامنا هذه يسعى الديوان الوطني للصناعات التقليدية إلى إحياء العمل الحرفي في ميدان صناعة البلور الذي اندثر لفترة طويلة نتيجة بروز الإنتاج المصنع، إيمانا بالقيمة الفنية للعمل الحرفي الذي يمتاز عن نظيره المصنع بالدقة والخلق والإبداع نتيجة عملية الربط بين الفكر والساعد.

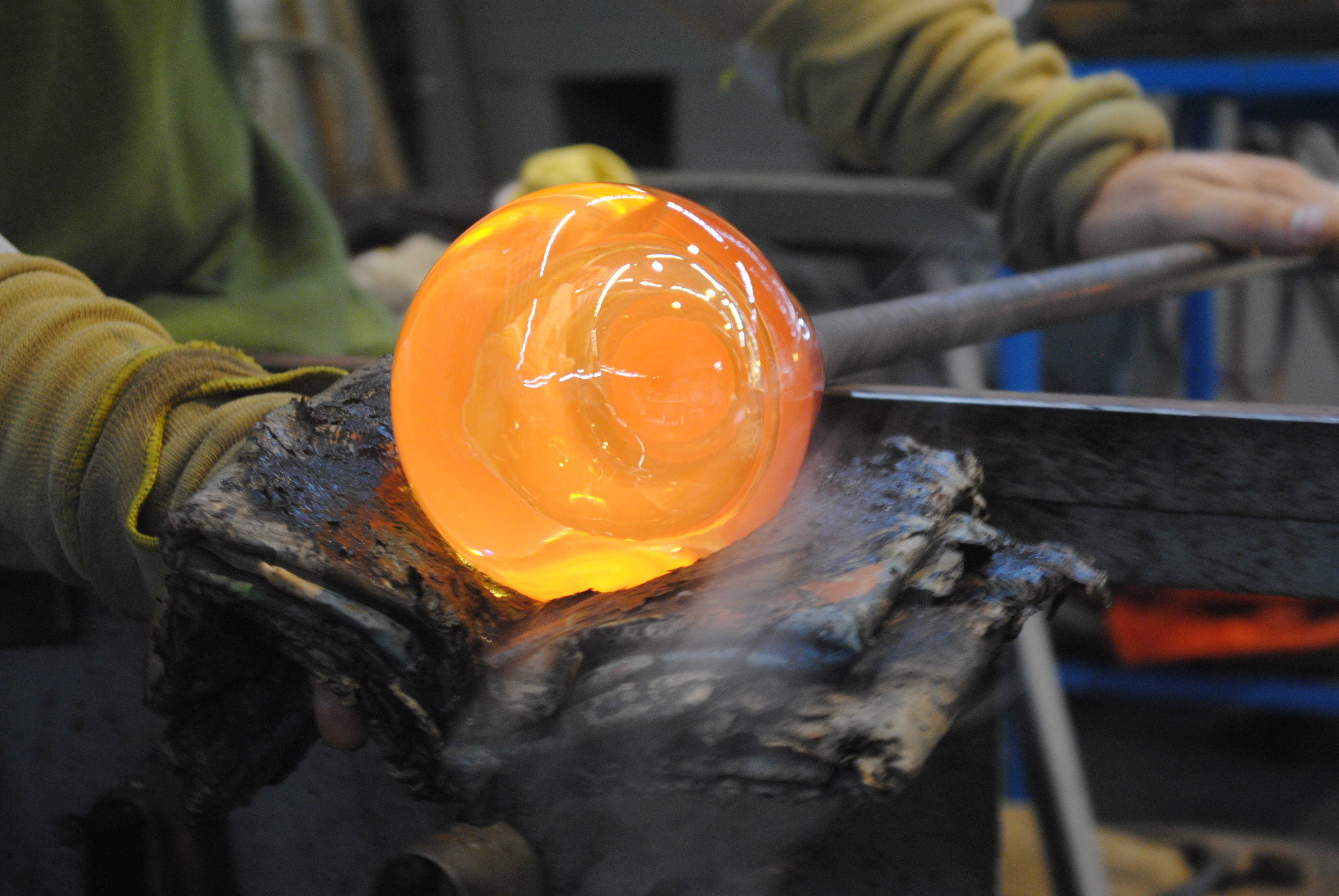
ورشة صناعة البلور
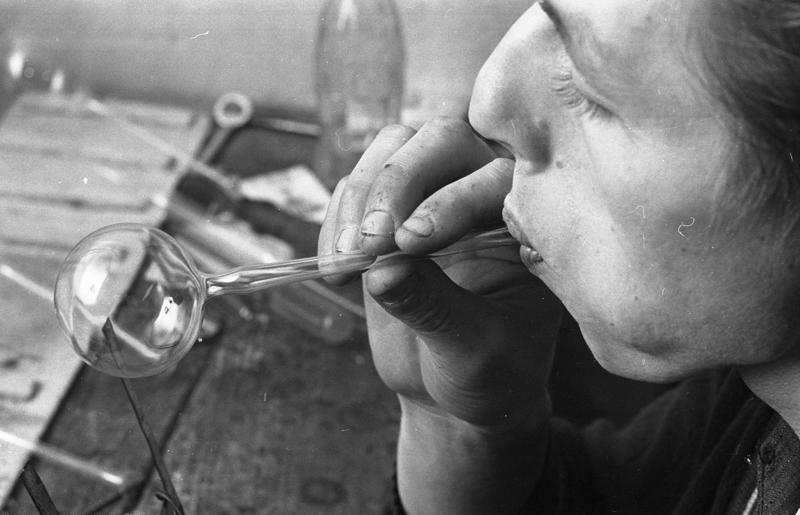
النفخ في الزجاج

## مواضيع ذات علاقة
- الديوان الوطني للصناعات التقليدية.

## وصلات خارجية
- البوابة الوطنية للصناعات التقليدية.